# Chase Tower (Oklahoma City)
BancFirst Tower, precedentemente noto come Liberty Tower (il nome che aveva al completamento), Bank One Tower e Chase Tower (BankOne successivamente fusa in JP Morgan, Chase), e più recentemente Cotter Ranch Tower / Cotter Tower, è un grattacielo per uffici nel distretto centrale degli affari di Oklahoma City. 

## Caratterisitche
Situato al 100 di North Broadway Avenue, il grattacielo di 36 piani fu completato nel 1971 per la Liberty National Bank and Trust Company, una volta una delle maggiori banche di Oklahoma City. La Liberty Bank è stata acquistata dalla Bank One nel 1997. Dopo l'acquisizione della banca da parte di Bank One, la torre mostrava il logo Bank One. Oggi la torre mostra il logo Chase mentre la banca ha un accordo per il noleggio dei diritti di segnaletica sull'edificio. 
L'edificio è alto 152,4 metri ed è il secondo edificio più alto della città. 
L'ancora della USS Oklahoma, recuperata dopo che la nave da guerra fu affondata a Pearl Harbor il 7 dicembre 1941, si trovava sulla mediana di Park Avenue tra Chase Tower e Skirvin Hilton Hotel fino a quando non fu spostata nella sua posizione attuale alla 12th Street e Broadway.